# Mansión William Plankinton
La Mansión William Plankinton (también conocida como la Casa William Plankinton) fue construida en 1876 por el millonario empresario John Plankinton y presentada como regalo de bodas cuando su hijo William Plankinton se casó con Mary Ella Woods. Ubicada en 1529 W. Wisconsin Avenue en Milwaukee (Estados Unidos), la residencia de estilo victoriano fue diseñada por Edward Townsend Mix, el arquitecto de Milwaukee más destacado de esa época.
Uno de los adornos notables de la mansión era una cabeza de león en su construcción exterior con cara de mármol. El interior presentaba carpintería ornamentada y el hueco de la escalera estaba iluminado por una vidriera. El edificio se vendió en 1918 a la Universidad de Marquette y durante décadas sirvió como hospital anexo. En 1969 la Universidad de Marquette la demolió para dar paso a nuevas estructuras universitarias.

## Construcción y uso

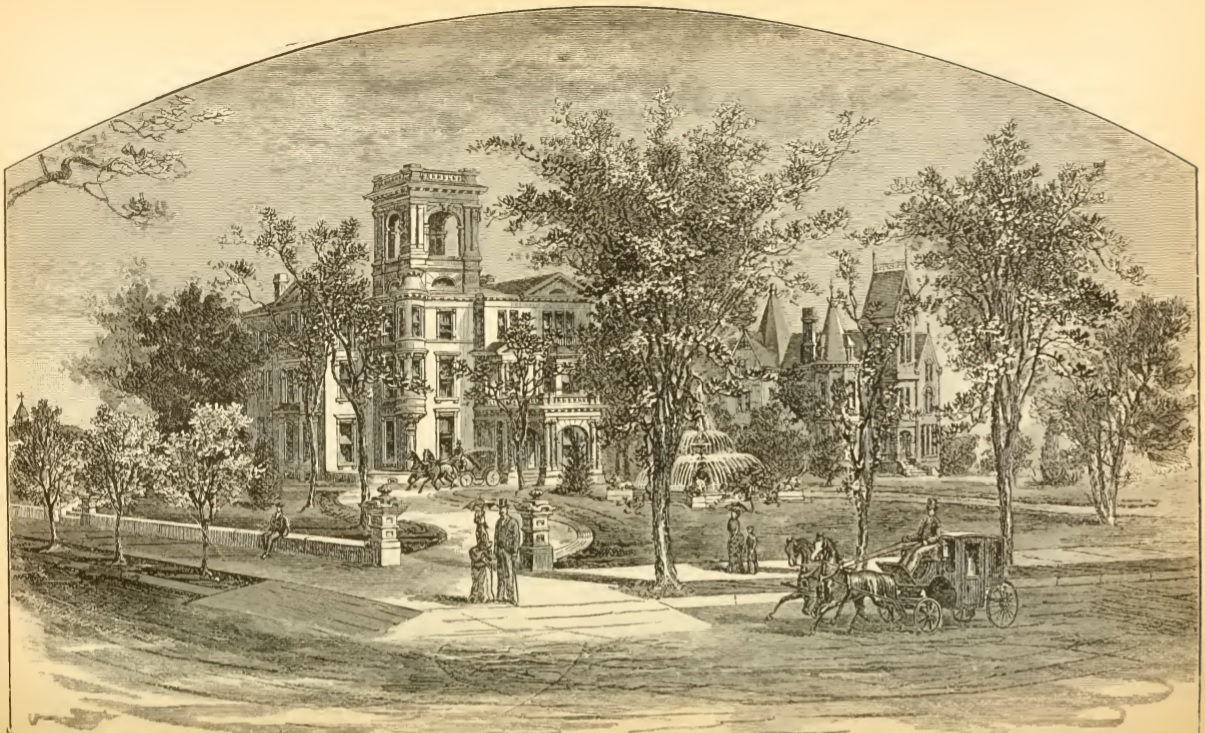
Mansiones de John Plankinton (izquierda) y su hijo William (1886)

La avenida Wisconsin originalmente se llamaba calle Spring, pero tras la construcción de varias mansiones a lo largo de la calle, se convirtió en la zona residencial más prestigiosa para los ricos y en 1876 pasó a llamarse Grand Avenue. Conocido como "Un príncipe mercader y un mercader principesco" por su filantropía, John Plankinton poseía una propiedad entre las calles 15 y 16 en Grand Avenue y aquí financió tres residencias: una para él (la mansión de James Rogers ampliamente remodelada en 625 N. 15 Street junto con sus siete acres circundantes de zonas verdes, compradas en 1865); otra inmediatamente al lado, al este, para su hijo William y construido en 1876; y una más al otro lado de la calle para su hija Elizabeth construido en 1886-1888 (en 1492 W. Wisconsin Avenue). Esta nunca se mudó a su residencia, y tras la muerte de William Plankinton en 1905, sus descendientes se mudaron a otro lugar por cuenta de que el vecindario y Grand Avenue habían decaido. Tras las discusiones que comenzaron en 1913, la vía finalmente pasó a llamarse avenida W. Wisconsin en 1926.
Mientras que la Casa Elizabeth Plankinton se vendió en 1910 a los Caballeros de Colón y se usó para reuniones y eventos de clubes, la Mansión William Plankinton y otras propiedades inmobiliarias asociadas de Plankinton de varios acres fueron compradas por la Universidad de Marquette en 1918. La familia Plankinton vendió la propiedad con la condición de que las mansiones fueran demolidas para 1920. Se encontró una escapatoria legal a esta cláusula y las mansiones se salvaron temporalmente.
La Mansión William Plankinton fue remodelada para convertirse en una instalación hospitalaria durante 1919 y se convirtió en el Anexo del Hospital Trinity en 1920. Tenía una capacidad de 42 pacientes y era una extensión del Trinity Hospital de Milwaukee, que tenía una capacidad de 106 pacientes que necesitaban un tratamiento más intensivo. El anexo sirvió como clínica de ojos, oídos, nariz y garganta y como hospital de formación de enfermeras que brinda atención de rehabilitación a pacientes convalecientes que fueron trasladados desde el hospital principal de Trinity. Después de que la estructura ya no se usara como un anexo del hospital, se reutilizó en 1953 como la Oficina de Antiguos Alumnos y Atletismo de Marquette.

## Demolición
La mansión fue demolida en 1969 para dar paso a las nuevas instalaciones universitarias construidas en la década de 1970. En 1975, la vecina Mansión John Plankinton también fue demolida. Finalmente, la Casa Elizabeth Plankinton fue demolida en 1980 y removida bajo muchas protestas, lo que llevó a la formación de la Comisión de Preservación Histórica de la Ciudad de Milwaukee en 1981, con el objetivo de proteger el patrimonio arquitectónico.